# Digue d'Offa
La digue d'Offa, levée d'Offa ou fossé d'Offa (Offa's Dyke en anglais, Clawdd Offa en gallois) est une fortification linéaire en terre constituée d'un fossé et d'un remblai qui longe approximativement une partie de la frontière entre l'Angleterre et le pays de Galles. Sa construction est traditionnellement attribuée au roi anglo-saxon Offa, qui règne sur la Mercie de 757 à 796.

## Description

Coupe simplifiée de la digue d'Offa.

La digue d'Offa se compose d'un fossé du côté gallois et d'une levée de terre côté anglais. Elle part de l’estuaire de la rivière Dee au nord, jusqu’à la rivière Wye au sud, soit approximativement 240 kilomètres. La digue d’Offa n’est pas continue, car elle ne fut érigée que là où des frontières naturelles n’existaient pas, ce qui ramène sa véritable longueur à environ 130 kilomètres. Selon les endroits elle peut atteindre 20 mètres de large (en incluant le fossé qui borde le mur) et 2,5 mètres de haut.
L’Offa's Dyke Path (en) est un sentier de randonnée qui suit une grande partie de la digue.

## Histoire

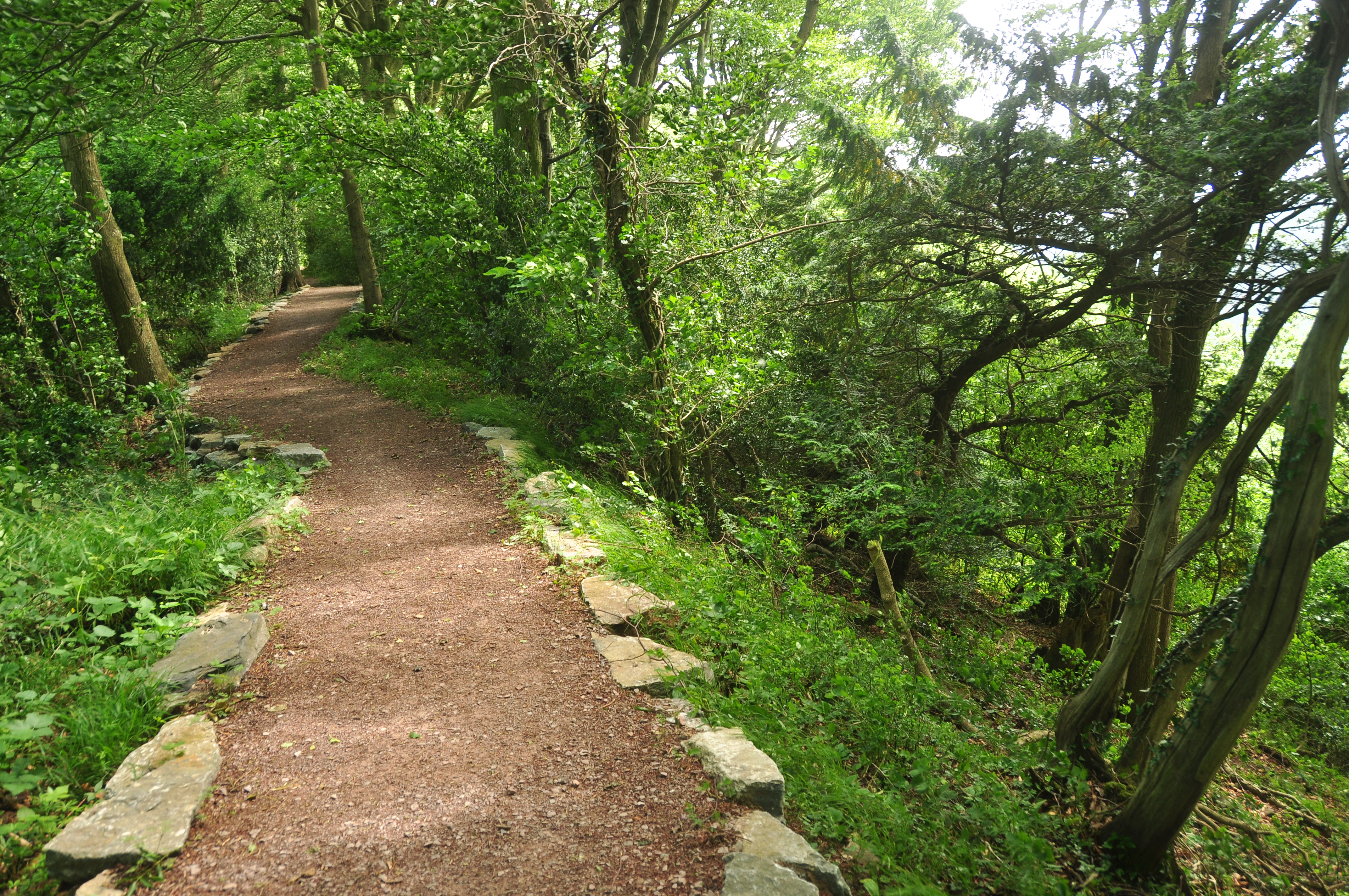
Section du circuit de randonnée de la digue d'Offa, près de Tidenham.

Il est probable que ce mur a été érigé pour défendre la Mercie des invasions galloises. Selon les termes de Charles Richard Whittaker, professeur d'histoire ancienne, « l'opinion qui domine de nos jours considère que cette digue représentait moins une frontière militaire qu'une « ligne de contrôle » au sein du territoire « Mercian », c'est-à-dire qu'elle ne marquait pas la limite du royaume d'Offa, qu'elle traversait des communautés existantes qui continuaient à fonctionner comme par le passé. Aucune frontière culturelle n'existait ».
D'après Charles Richard Whittaker, la digue d'Offa « est l'un des plus grands travaux d'ingénierie jamais exécutés : on estime qu'elle aurait demandé quatre millions d'heures de travail humain ».
La première mention de la digue d'Offa dans les sources figure dans l'Histoire du roi Alfred, une biographie du roi Alfred le Grand rédigée par le moine gallois Asser en 893 :

« Il y eut en Mercie à une époque récente un certain roi énergique nommé Offa, craint de tous les rois autour de lui et des régions voisines, qui ordonna de construire un grand rempart, de la mer à la mer, entre le pays des Bretons et la Mercie. »

La digue est l'objet de trois grandes études au cours du XXe siècle. L'archéologue Cyril Fox procède à une série de fouilles et de recherches dans les années 1920 qu'il compile dans une monographie en 1955. Dans les années 1970, Frank Noble effectue des études de terrain sur la digue dans le cadre de son Master of Philosophy, mais son décès prématuré l'empêche de poursuivre ses travaux au-delà de son mémoire, dont une partie est publiée à titre posthume par Margaret Gelling (en) en 1983. Enfin, les travaux les plus récents sur la digue sont l'œuvre de David Hill, qui dirige  à partir de 1972 une série d'études et de fouilles de grande ampleur (plus de 150 excavations) avec l'aide de Margaret Worthington.

## Culture
Le tracé de la digue d'Offa préfigure l'actuelle frontière entre l'Angleterre et le pays de Galles,. L'ouvrage possède une grande importance symbolique, comparable à celle du mur d’Hadrien qui sépare l'Angleterre romaine de l'Écosse.

« Il était de coutume pour les Anglais de couper les oreilles de tout Gallois découvert à l’est de la digue, et pour les Gallois de pendre tout Anglais découvert à l’ouest. »

— George Borrow, Wild Wales (folklore)